# ويانا
ويانا هو واحد من ستة شعوب الهنود الحمر الذين يعيشون في غيانا، على ضفاف نهر ماروني إلى جنوب الحالي غويانا الفرنسية، التي كانت سابقا تسمى أيضا روكوين، يعيش على حافة المياه في المجتمعات القروية.

## الملاحظات والمراجع
1. 1 2 3   https://pib.socioambiental.org/pt/Quadro_Geral_dos_Povos. اطلع عليه بتاريخ 2023-01-23. {{استشهاد ويب}}: |url= بحاجة لعنوان (مساعدة) والوسيط |title= غير موجود أو فارغ (من ويكي بيانات) (مساعدة)
2. ↑   https://web.archive.org/web/20160303182259/http://www.cartographie.ird.fr/images/amazone/guyane.pdf. مؤرشف من الأصل (PDF) في 2016-03-03. {{استشهاد ويب}}: الوسيط |title= غير موجود أو فارغ (مساعدة)